# Joanna Obrusiewicz
Joanna Obrusiewicz (ur. 26 sierpnia 1980 w Bielsku-Białej) – polska piłkarka ręczna, grająca na pozycji lewej rozgrywającej, 98-krotna była reprezentantka Polski (2000-2015).. Żona Piotra Obrusiewicza (byłego reprezentanta kraju w piłce ręcznej). W maju 2016 roku ogłosiła zakończenie kariery sportowej.

## Osiągnięcia
- Medale mistrzostw Polski:
  - Złoty  2001/2002, 2002/2003, 2010/2011
  - Srebrny  1997/1998, 2005/2006, 2008/2009, 2009/2010, 2011/2012, 2012/2013, 2013/2014
  - Brązowy  2004/2005, 2006/2007, 2007/2008
- Puchar Polski:
  - Zdobywca  2001/2002, 2008/2009, 2010/2011, 2012/2013
  - Finalista  2005/2006, 2009/2010

## Sukcesy
- Najlepsza strzelczyni polskiej Superligi w sezonie 2011/12 (201 bramek w 32 meczach)